# Conrad Leinemann
Pour l’article homonyme, voir Leinemann.
Conrad Leinemann, né le 2 avril 1971 à Kelowna, est un joueur de beach-volley canadien.

## Palmarès
- Jeux panaméricains
  -  Médaille d'or en 1999 à Winnipeg avec Jody Holden